# Cry Tough
Cry Tough es el primer sencillo de la banda de hard rock, Poison.
Este primer sencillo del álbum debut, Look What the Cat Dragged In, lanzado en agosto de 1986.
El sencillo llegó al #97 del U.K. Singles Charts pero nunca debutó en el Billboard.
Debido a que se esperaba mucho éxito con esta canción y no lo tuvo la banda se desanimó en sacar singles pero no se dieron por vencidos sacando Talk Dirty to Me como segundo sencillo en febrero de 1987 y con este si que alcanzaron mucha fama y éxito.

## Video musical
En el video del sencillo se encuentra la banda interpretando la canción en un escenario con una audiencia alocada cantando con ellos. En este video se puede ver como siempre la banda alocada con vestimentas exageradas y estrafalarias muy toscos y con maquillaje excesivo.

## Charts
- U.K. Singles Charts #97

- Datos: Q541904